# Salomonsvuurstuitwaaierstaart
De salomonsvuurstuitwaaierstaart (Rhipidura rufofronta) is een zangvogel uit de familie Rhipiduridae (waaierstaarten). De vogel werd in 1879 door de Australische vogelkundige Edward Pierson Ramsay als aparte soort beschreven, maar later werd dit taxon een ondersoort van de Australische vuurstuitwaaierstaart (R. rufifrons).

## Herkening
De vogel is ongeveer 15,5 tot 17,5 cm lang en lijkt sterk op de Australische vuurstuitwaaierstaart maar is gemiddeld kleiner en duidelijker rood op het voorhoofd. Van boven is de vogel grijsbruin. De borst is lichtgrijs en met zwarte schubvormig vlekjes en de buik is licht okerkleurig. Kenmerkend zijn een witte bef, zwart masker rond de ogen en een rode kruin.

## Verspreiding en leefgebied
Deze soort is endemisch op de Salomonseilanden:
- R. r. rufofronta Ramsay, E.P., 1879: Guadalcanal
- R. r. commoda Hartert, 1918: Eilanden Buka tot Isabel
- R. r. granti Hartert, 1918: New Georgia-eilanden
- R. r. brunnea Mayr, 1931: Malaita
- R. r. russata Tristram, 1879: Makira
- R. r. kuperi Mayr, 1931: Owaraha
- R. r. ugiensis Mayr, 1931: Ugi

De leefgebieden liggen in diverse typen tropisch bos, waaronder ook mangrove.